# Шульман, Екатерина Михайловна

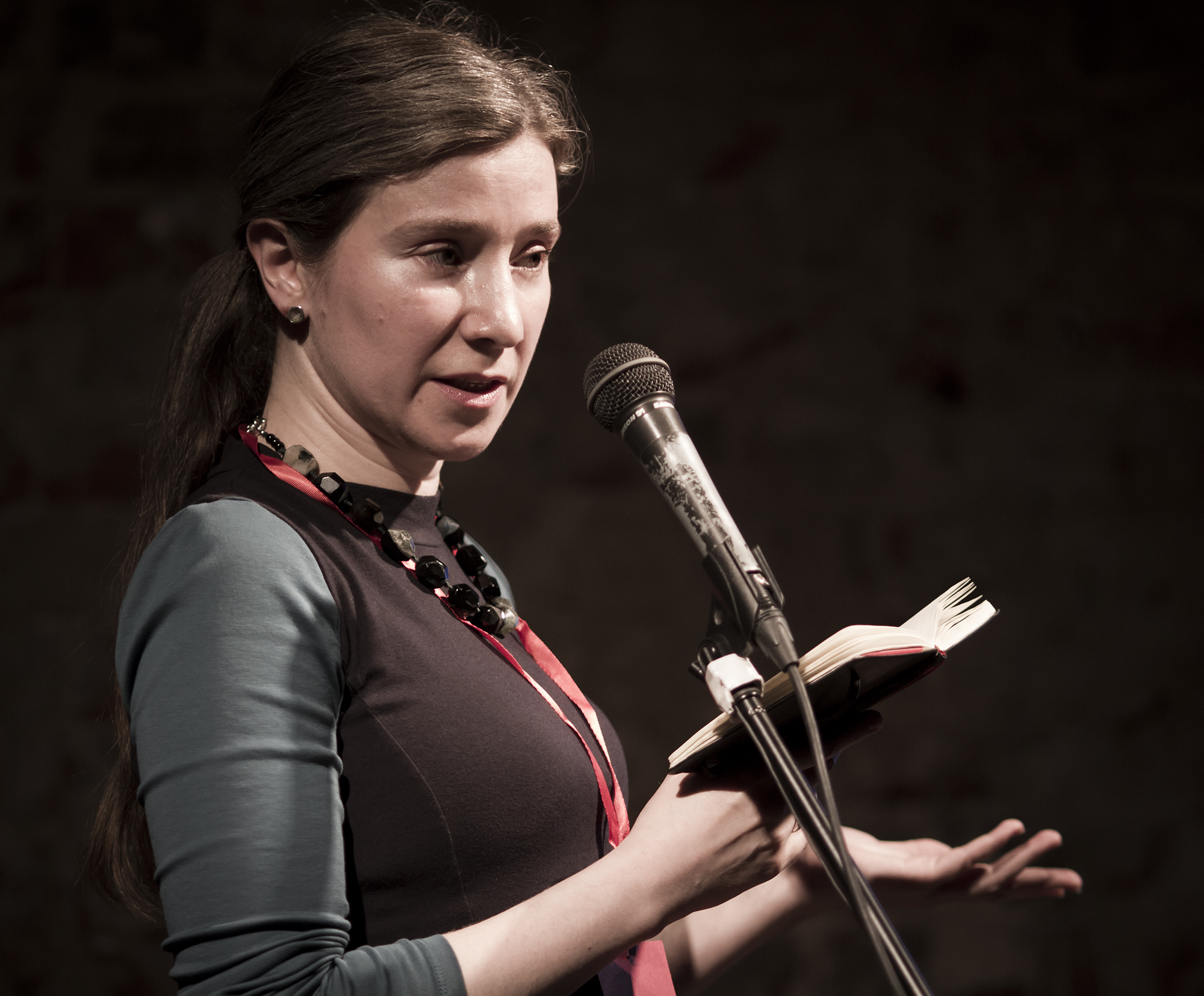
Екатерина Шульман читает доклад на мероприятии «АнтиСталин» в Сахаровском центре в 2017 году

Екатери́на Миха́йловна Шу́льман (урождённая Засла́вская; род. 19 августа 1978, Тула) — российский политолог и публицист, специалист по проблемам законотворчества. Кандидат политических наук (2013).
В прошлом доцент кафедры политических и правовых учений Московской высшей школы социальных и экономических наук, преподаватель кафедры государственного управления и публичной политики Института общественных наук РАНХиГС. Член Совета при президенте РФ по развитию гражданского общества и правам человека (декабрь 2018 — октябрь 2019). Ассоциированный член программы «Россия и Евразия» Chatham House.
Публиковалась в изданиях «Ведомости», «Грани.ру», Republic, Московский центр Карнеги. C 2016 года ведёт авторскую программу «Статус», до 2022 года выходившую на радиостанции «Эхо Москвы», после закрытия станции — одновременно на нескольких каналах в YouTube (собственном, «Живом Гвозде» и «BILD на русском»). Имеет аудиторию свыше 1,2 млн подписчиков в YouTube. Написала книги по политологии «Практическая политология. Пособие по контакту с реальностью» и «Возвращение государства. Россия в нулевые 2000—2012».
С апреля 2022 года проживает в Германии. Приглашённая научная сотрудница Берлинского центра Карнеги по изучению России и Евразии.

## Биография

### Ранние годы
Родилась 19 августа 1978 года в Туле в семье потомственных педагогов.
Отец — Михаил Петрович Заславский, занимал должность проректора Тульского института экономики и информатики (ТИЭИ), с 2012 года — проректор АНО ВО «Международная полицейская академия ВПА», кандидат технических наук.
Мать — Ольга Владимировна Заславская, дочь профессора Галины Лубянской и доцента Владимира Мошкевича, выпускница филфака Тульского пединститута, профессор, доктор педагогических наук.
В 1995 году окончила школу-лицей № 73 города Тулы с серебряной медалью. После окончания лицея посещала в течение года курсы английского языка при колледже Джорджа Брауна (Торонто, Канада).

### Карьера
С 1996 года работала в Управлении общей политики городской администрации Тулы.
В 1999 году переехала в Москву. С марта по сентябрь 1999 года работала в информационном агентстве РИА «Новости».
С 1999 по 2006 год занимала должности помощника депутата от партии «Яблоко» Юрия Нестерова, затем сотрудника аппарата фракции «Отечество — Вся Россия», эксперта Аналитического управления центрального аппарата Государственной думы РФ. При этом симпатии Шульман были на стороне Анатолия Чубайса, партии «Союз правых сил» и Администрации президента, руководителем которой тогда был Александр Волошин.
В 2005 году окончила Российскую академию государственной службы при Президенте РФ, где изучала юриспруденцию.
С 2006 по 2011 год была директором по исследованию законодательства консалтинговой компании PBN Company.
C 3 декабря 2018 года по 21 октября 2019 года входила в состав Совета при Президенте РФ по развитию гражданского общества и правам человека. В качестве члена совета оказывала юридическую поддержку фигурантам «Московского дела».
С 2013 по 2018 год — колумнистка газеты «Ведомости». Также публикуется на «Грани.ру», Republic, Московский центр Карнеги.
В 2013 году в РАНХиГС под научным руководством доктора политических наук, профессора Е. Г. Морозовой защитила диссертацию на соискание учёной степени кандидата политических наук на тему «Политические условия и факторы трансформации законотворческого процесса в современной России» (специальность 23.00.02 — политические институты, процессы и технологии). Официальные оппоненты — доктор политических наук, профессор В. И. Буренко и доктор политических наук Ю. Г. Коргунюк. Ведущая организация — кафедра российской политики факультета политологии МГУ имени М. В. Ломоносова.
Кандидат политических наук, доцент кафедры государственного управления и публичной политики Института общественных наук РАНХиГС при Президенте РФ.
Была постоянным лектором в лектории «Прямая речь».
В 2016 году запустила собственный YouTube-канал, который к началу 2024 года собрал аудиторию более 1,2 млн подписчиков. На канал Шульман в Telegram подписаны более 400 тыс. пользователей. Общее количество просмотров на YouTube составляет более 223 млн. На канале выкладывает свои публичные лекции в сфере политологии. В исследовании, посвящённом видеоблогерам, отмечается, что её персональный видеоканал на YouTube не является главным средством обеспечения её присутствия в медийном пространстве. В феврале 2021 года на фоне массовых задержаний на протестных акциях, провела благотворительный стрим на YouTube, собрав более 3 млн рублей за 2 часа. Пообещала, что собранные средства будут поделены поровну между тремя организациями — «ОВД-Инфо», «Апология протеста» и изданием «Медиазона».
С сентября 2017 вела авторскую передачу «Статус» на радиостанции «Эхо Москвы», после закрытия радиостанции в 2022 году программа выходит на YouTube.
В феврале 2022 года участвовала в лектории, запускавшемся продюсерской группой InLiberty совместно с сервисом аудиокниг Storytel, и анализирующем окружающую действительность.
20 марта 2022 года администрация социальной сети «ВКонтакте» заблокировала фан-группу Шульман по требованию Генпрокуратуры. В заявлении ведомства было сказано, что в группе публиковалась «заведомо ложная общественно значимая информация, которая создаёт угрозу причинения вреда жизни и (или) здоровью граждан, угрозу массового нарушения общественного порядка и (или) общественной безопасности», в частности, материалы «о якобы нападении России на территорию Украины».
В апреле 2022 года отправилась в командировку в Германию в качестве стипендиата фонда имени Роберта Боша. 12 апреля 2022 года в выпуске своей еженедельной авторской политико-просветительской программы «Статус» Шульман объявила об отъезде в Германию и пояснила, что программа стипендиата является срочной и длится один год, а также попросила не вешать на неё ярлык «политэмигранта», уточнив, что отъезд вызван рабочими причинами, а «всякие сигналы и мелкие индивидуальные неприятности — слишком типическая история наших дней, чтобы занимать ею эфир».
15 апреля 2022 года Минюстом России внесена в реестр СМИ — «иностранных агентов».
17 апреля 2022 года в доме, где раньше жила Шульман, развесили листовки, на которых она обвинялась в «пособничестве украинским нацистам». В майском интервью немецкому изданию Zeit Шульман пояснила, что статус иноагента не позволит ей работать в России, так как сделает невозможными преподавание и любую публичную деятельность.
26 января 2023 года была принята в качестве ассоциированного профессора и методического руководителя по направлениям дополнительной специализации политологии и политической аналитики для студентов бакалавриата и магистратуры Университета КАЗГЮУ имени М. С. Нарикбаева.
В конце февраля 2025 года против Екатерины Шульман заведено дело об участии в нежелательной организации по ст. 20.33 КоАП). В марте 2025 года объявлена в розыск МВД России «по статье УК».

## Общественно-политические взгляды
Сфера интересов: законотворческий процесс, политический режим в России.
В 2015 году считала, что в России установился «гибридный режим», одновременно обладающий признаками как авторитаризма, так и демократии.
Анализируя процессы, происходящие в современном российском парламентаризме, утверждает, что российская партийная система носит «во многом витринный характер», а растущее число законопроектов, проходящих через Госдуму, объясняет тем, что фракция «Единая Россия» обладает большинством, благодаря чему может принять любое решение, не согласуя его с другими фракциями. Считает, что ситуация, которая сложилась в России после выборов в Государственную думу 2016 года, вызвала ослабление российского правительства и администрации президента РФ, при этом одновременно усилились альтернативные центры принятия решений, среди которых Совет безопасности РФ, ФСБ, ЦБ РФ, Генпрокуратура РФ, а также российские госкорпорации и государственные банки.
Высказалась за отмену муниципального фильтра. Поддерживает либерализацию законодательства о митингах, о чём докладывала президенту на Совете по правам человека, для предотвращения посадок в тюрьму и административных арестов по надуманным причинам. Также выступает за необходимость смягчения статьи 280 УК РФ, как это было со статьёй 282, в связи с использованием их в целях коррупции среди силовиков.
Рассуждала о манипулятивных приёмах трактовки патриотизма («натягивается, как сова, на абсолютно любой глобус»).
В феврале 2022 года выступила против вторжения России на Украину.

## Семья
Состоит в браке с Михаилом Юрьевичем Шульманом (род. 1966), литературоведом, специалистом по творчеству Владимира Набокова. Дети: Ольга (род. 2008), Юрий (род. 2012), Мария (род. 2015).

## Общественное признание и награды
В 2020 году оказалась одним из самых вдохновляющих россиян человеком в возрастной группе 40—55 лет по опросу «Левада-центра».
В том же году получила награду «Женщина года» по версии журнала Glamour.
13 апреля 2021 года награждена медалью Федеральной палаты адвокатов РФ «За вклад в развитие правового государства», награду вручил заместитель председателя Комиссии Совета ФПА РФ по защите прав адвокатов Вадим Клювгант.
Сетевое издание TJ отмечает, что Екатерина Шульман стала интернет-феноменом и героиней многочисленных мемов, её цитаты популярны, и вокруг неё «образовался целый фэндом». Сама она поясняет изданию, что не является «полноценным блогером» и что она «скорее пользователь, с помощью социальных платформ информирующий всех желающих о своей работе».

## Критика
В 2017 году политолог Вячеслав Данилов критиковал лекцию Шульман для Открытого университета за, по его мнению, множество фактических ошибок. При этом Данилов не отрицает «оглушительного успеха» и «взрывной популярности» Шульман. Данилов считает, что Шульман «безусловно, яркий спикер, она делает политику понятной и интересной обывателю».
В 2017 году доктор политических наук Григорий Голосов написал в Facebook пост со списком ошибок Шульман по поводу характера политических режимов в разных государствах. Голосов раскритиковал концепцию гибридных режимов, распространением которой занималась Шульман. Он отметил нестрогость, неопредёленность и противоречивость понятия «гибридные режимы». Критику Голосова поддержали Борис Вишневский, журналист Александр Морозов и политтехнолог Глеб Павловский.

### Статьи

#### На русском языке
- Скляров С. М., Заславская Е. М. Соблюдение баланса интересов миноритарных и мажоритарных акционеров в законодательстве зарубежных стран // Аналитический вестник Совета Федерации Федерального Собрания РФ. — 2004. — № 17. — С. 12.
- Заславская Е. М. Обложение физических лиц курортным (гостиничным, рекреационным) сбором (налогом) в правовой практике зарубежных стран // Налоги. — 2006. — № 15. — С. 25.
- Шульман Е. М. Состояние корпоративного законодательства и защиты прав акционеров в зарубежных странах // Слияния и поглощения. — 2007. — № 12. — С. 23.
- Шульман Е. М. К вопросу об эволюции политических условий законотворческого процесса в российском парламентаризме последних десяти лет // Известия Тульского государственного университета. Гуманитарные науки. — 2011. — Вып. 1, № 3. — С. 326—331.
- Шульман Е. М. Законотворческий процесс в ракурсе политологического анализа // Вестник университета. — 2011. — № 11. — С. 111—116.
- Шульман Е. М. Возможности неоинституционализма и теории общественного выбора в политическом анализе российской законотворческой практики // Вестник Российской академии государственной службы при Президенте Российской Федерации: электронное научное издание. — 2011.
- Шульман Е. М., Шульман М. Ю. Светокопии и оригиналы: право собственности как иллюзия // Статус документа: Окончательная бумажка или отчужденное свидетельство? Сборник статей / Под ред. И. М. Каспэ; Нац. исслед. ун-т «Высшая школа экономики»; Ин-т гуманит. историко-теортит. исслед. им. А. В. Полетаева. — М.: Новое литературное обозрение, 2013. — С. 375—379.
- Шульман Е. М. Суррогаты парламентаризма // Pro et Contra. — 2014. — Т. 12, вып. 2, № 1. — С. 124.
- Шульман Е. М. Встроенный напоминатель: замыслы и смыслы административной реформы // Отечественные записки. — 2014. — № 3 (60). — С. 53—63.
- Шульман Е. М. Фракции, комитеты, аппарат: участие парламентских партий в законотворческом процессе // Политическая наука. — 2015. — № 1. — С. 172—185.
- Шульман Е. М., Марача В. Г., Кацаурова С. Ю. Привлечение экспертного и гражданского участия как путь совершенствования законотворческого процесса: методы и механизмы. — М.: РАНХиГС при президенте Российской Федерации, 2017.
- Балобанов А. Е., Атнашев Т. М., Мореева С. Н., Шульман Е. М. Методологические и нормативно-правовые подходы к достройке контура стратегического управления и его интеграции с контурами программного и бюджетного управления. — М.: РАНХиГС при президенте Российской Федерации, 2018.
- Шульман Е. М., Кутузова А. А. Изменение запроса на образование как отражение трансформации социальной нормы // Вестник Томского государственного университета. Философия. Социология. Политология.. — 2020. — № 58. — С. 293—296.
- Шульман Е. М., Кутузова А. А. Политическое и социальное в современных мультфильмах: режимные трансформации и новые этические нормы // Праксема. Проблемы визуальной семиотики. — 2021. — № 2 (58). — С. 81—95.
- Кутузова А. А., Шульман Е. М. Интернет-мемы как индикатор общественной реакции и инструмент обратной связи в период пандемии // Праксема. Проблемы визуальной семиотики. — 2022. — № 2 (32). — С. 46—67.
- Шульман Е. М., Кутузова А. А. Администрирование чрезвычайности: принятие в РФ управленческих и законодательных решений в период с 2020 по 2022 г. // Политическая наука. — 2023. — № 1. — С. 164—184.

#### На иностранных языках
- Schulmann E. M. Duma-2014 Report // Russian Politics and Law. — Armonk, New York: M. E. Sharpe, 2015. — Vol. 53, № 4. — P. 57—65.
- Schulmann E. M. Generation Gerechtigkeit: Was die russische Jugend will, kann Putin ihr nicht bieten // Internationale Politik[нем.]. — Berlin: Deutsche Gesellschaft für Auswärtige Politik, 2017. — Vol. 72, № 3. — P. 32—37.
- Schulmann E. M. The Russian political system in transition: Scenarios for power transfer (англ.) // NUPI Working Paper. — Oslo: Norwegian Institute of International Affairs, 2018. — Iss. 883. — P. 1—20.
- Noble B., Schulmann E. M. Not just a Rubber Stamp: Parliament and lawmaking // The New Autocracy: Information, Politics, and Policy in Putin's Russia / Daniel Treisman (ed.). — Washington, D.C: Brookings Institution Press, 2018. — P. 49—82.

### Книги
- Шульман Е. М. Законотворчество как политический процесс. — М.: Московская школа гражданского просвещения, 2014. — 184 с. — ISBN 978-5-91734-043-2.
- Шульман Е. М. Практическая политология. Пособие по контакту с реальностью. — М.: АСТ, 2018. — 320 с. — (Книга Профессионала). — ISBN 978-5-17-106183-8.
- Шульман Е. М. Практическая политология. Пособие по контакту с реальностью. — М.: АСТ, 2021. — 320 с. — (Лучшие медиа-книги). — ISBN 978-5-17-119622-6.
- Шульман Е. М. Возвращение государства. Россия в нулевые 2000—2012. — М.: АСТ, 2023. — 208 с. — (Экономические миры). — ISBN 978-5-17-137813-4.

## Фильмография
- 2020 — «Просто представь, что мы знаем» (сериал) — бывшая коллега